# Blockbuster
Blockbuster [blokbastr] je anglický pojem, který se obvykle užívá v populární kultuře pro označení díla vzbuzujícího masový zájem, tzv. trháku. Zejména v kinematografii se ujal pro označení velkorozpočtové produkce určené masovému publiku.

## Původ pojmu
Termín se objevoval v amerických médiích od počátku 40. let 20. století ve spojitosti s leteckými bombami největší síly, které ve 2. světové válce používalo britské Královské letectvo a které byly schopny zničit celý městský blok. Odtud „blockbuster“, v doslovném překladu „ničitel bloku“. Po válce se označení vžilo pro cokoli s velkým společenským dopadem. Zejména se uchytilo v kultuře a reklamním průmyslu. Od 70. let se začalo používat ve spojitosti s filmem, nejspíše po úspěchu Spielbergových Čelistí. Postupně se tak ujalo jako synonymum pro vysokorozpočtový film zaměřený na masového diváka.